# 13 Voices
13 Voices —en español: 13 voces— es el sexto álbum de estudio de la banda canadiense Sum 41. El álbum se ha lanzado el 7 de octubre de 2016. Es el primer álbum desde 2011, que cuenta con la participación del guitarrista Dave Baksh que había abandonado la banda en el año 2006 y el primero con el baterista Frank Zummo , quien reemplazó al exbaterista Steve Jocz. También será el primero con Dave Baksh y Tom Thacker como principales guitarristas. El 11 de mayo de 2016, Sum 41 firmó con la discográfica Hopeless Records.

## Antecedentes
El 9 de julio de 2015, la banda lanzó una campaña de PledgeMusic por su álbum de regreso. El 23 de julio de 2015, la banda hizo su regreso tocando en los escenarios de los premios de Alternative Press, que contó con el exguitarrista principal Dave Baksh , uniéndose a ellos nueve años después de dejar la banda oficialmente. Además de la banda, también contó con DMC como invitado. Después del show, los rumores especulan que Dave había regresado a la banda en lugar de ser solo un invitado. El 14 de agosto de 2015, Sum 41 ha anunciado a través de Alternative Press que Baksh volvió oficialmente al grupo y será parte de la grabación del próximo disco. El 26 de diciembre de 2015, Sum 41 filtró dos canciones nuevas en su cuenta de Instagram. El 1 de enero de 2016, Deryck Whibley publicó en su página de Facebook que el nuevo álbum está casi terminado.
La banda se presentó en el Vans Warped Tour del 2016. El 19 de abril de 2016, Whibley publicó en su página de Facebook que Sum 41 está terminando el nuevo álbum. El 11 de mayo de 2016, Sum 41 firmó oficialmente con la discográfica Hopeless Records . El 1 de junio de 2016, Sum 41 ha anunciado el álbum será lanzado en el otoño de 2016 (primavera del mismo año para Sudamérica).

## Recepción
13 Voices ha recibido críticas positivas de los críticos de música. En Metacritic, asignó una calificación normalizada de 100 a comentarios de la prensa de corriente, el álbum tiene un promedio de puntuación de 72 sobre 100, lo que indica "críticas generalmente favorables" basado en 4 críticas.

## Lista de canciones
| N.º | Título                           | Duración |  |
| 1.  | «A Murder of Crows»              | 3:04     |  |
| 2.  | «Goddamn I'm Dead Again»         | 3:22     |  |
| 3.  | «Fake My Own Death»              | 3:14     |  |
| 4.  | «Breaking the Chain»             | 4:03     |  |
| 5.  | «There Will Be Blood»            | 3:29     |  |
| 6.  | «13 Voices»                      | 4:32     |  |
| 7.  | «War»                            | 3:29     |  |
| 8.  | «God Save Us All (Death to POP)» | 3:53     |  |
| 9.  | «The Fall and the Rise»          | 3:09     |  |
| 10. | «Twisted by Design»              | 5:28     |  |

Deluxe Edition Bonus Tracks

| Deluxe Edition Bonus Tracks |                                 |          |  |
| N.º                         | Título                          | Duración |  |
| 11.                         | «Better Days»                   | 2:15     |  |
| 12.                         | «Black Eyes»                    | 3:14     |  |
| 13.                         | «War» (Acústico)                | 3:43     |  |
| 14.                         | «Breaking the Chain» (Acústico) | 3:48     |  |

Japanese Edition Bonus Tracks

| Japanese Edition Bonus Tracks |                                         |          |  |
| N.º                           | Título                                  | Duración |  |
| 11.                           | «War» (Feat. TAKA Of ONE OK ROCK)       |          |  |
| 12.                           | «Better Days»                           | 2:15     |  |
| 13.                           | «Black Eyes»                            | 3:14     |  |
| 14.                           | «War» (Acústico)                        | 3:43     |  |
| 15.                           | «Breaking the Chain» (Acústico)         |          |  |
| 16.                           | «Radio Radio» (Cover Of Elvis Costello) |          |  |

## Posicionamiento en lista
| Lista (2016)                          | Posiciones |
| ------------------------------------- | ---------- |
| Australia (ARIA)                      | 13         |
| Austria (Ö3 Austria)                  | 13         |
| Bélgica (Ultratop flamenca)           | 38         |
| Bélgica (Ultratop valona)             | 37         |
| Canadá (Billboard Canadian Albums)    | 6          |
| Países Bajos (Album Top 100)          | 69         |
| French Albums (SNEP)                  | 59         |
| Alemania (Media Control Charts)       | 9          |
| Hungría (MAHASZ)                      | 32         |
| Italian Albums (FIMI)                 | 18         |
| New Zealand Heatseekers Albums (RMNZ) | 7          |
| Spanish Albums (PROMUSICAE)           | 49         |
| Suiza (Schweizer Hitparade)           | 14         |
| Reino Unido (UK Albums Chart)         | 16         |
| Estados Unidos (Billboard 200)        | 22         |

## Personal
- Sum 41
  - Deryck Whibley - Guitarras, Vocalista, Piano/Teclados, Productor
  - Dave Baksh - Guitarras, Vocalista
  - Tom Thacker - Guitarras
  - Cone McCaslin - Bajo, coros
  - Frank Zummo - Batería, coros